# عادل سفر
عادل سفر نخست وزیر سوریه متولد سال ۱۹۵۳ در شهر دمشق است که از دانشکده عالی علوم کشاورزی و صنایع غذایی نانسی فرانسه با مدرک دکترا فارغ التحصیل شده‌است.